# موجو ماذرز
موجو سيليست ماذرز (بالإنجليزية: Mojo Celeste Mathers)‏ (اسمها عند الولادة مينرود، من مواليد 23 نوفمبر 1966) هي سياسية نيوزيلندية وعضوة سابقة في مجلس نواب نيوزيلندا. أصبحت معروفة من خلال مشاركتها مع جمعية حماية مالفرن هيلز وساعدت في منع اقتراح Central Plains Water Trust لبناء سد كبير للري في كولجيت. كانت مستشارة سياسات بارزة في حزب الخضر منذ عام 2006 وترشحت للحزب في الانتخابات العامة الثلاثة الأخيرة. أثار ترشيحها لانتخابات عام 2011 اهتمامًا إعلاميًا كبيرًا بسبب ارتفاع مكانتها في قائمة حزب الخضر. تم انتخاب ماذرز لفترة ولاية البرلمان الخمسين، لتصبح أول عضو في البرلمان من الصم في البلاد.

## حياتها الخاصة
ولدت ماذرز في لندن، المملكة المتحدة في عام 1966. أطلق عليها والداها اسم نسخة «مادي ووترز» لعام 1957 من أغنية " Got My Mojo Working ". لديها ثلاث أطفال. في حياتها الشخصية، «تسعى جاهدة إلى الحد من تأثيرها الشخصي على البيئة من خلال كونها نباتية، وتدعم الهندسة الوراثية الحرة وغير السامة والطعام العضوي والتجارة العادلة والمحلية واستخدام وسائل النقل العام».
ولدت ماذرز صماء بعمق بعد قطع الأكسجين عنها كطفل حديث الولادة أثناء ولادة صعبة ". هي ليست، مع ذلك، بكماء، وهي قارئة للشفاه. بدأت فقط في استخدام لغة الإشارة بشكل كبير في أواخر العقد الأول من القرن العشرين (قائلة إنها "وجدت أنها مفيدة للغاية في بعض المواقف")، مفضّلة قراءة الشفاه والتواصل الشفهي قبل ذلك.
كان جدها الفقيه القانوني هربرت هارت.

## الحياة المهنية
تحمل ماذرز شهادة مرتبة الشرف في الرياضيات وشهادة ماجستير في حفظ الغابات. لقد طبقت روحها البيئية على عملها، كونها المالك المشترك لـ «شركة صغيرة تقدم خدمات إدارة الغابات» من 2001 إلى 2006. كانت مستشارة سياسات بارزة للحزب الأخضر منذ عام 2006.

## الحياة السياسية
بدأ اهتمامها بالبيئة السياسية عندما استقرت في كولجيت، وهي قرية في منطقة كانتربري في نيوزيلندا. أصبحت متحدثة باسم معارضة المجتمع المحلي لبناء سد كبير، اقترحته Central Plains Water Trust كجزء من مشروع أوسع «لتحويل المنطقة المحلية إلى زراعة مكثفة لمنتجات الألبان». كانت عضوًا مؤسسًا في جمعية حماية Malvern Hills والتي «تمكنت من إيقاف بناء السد».
احتلت ماذرز المرتبة الأولى للبرلمان في انتخابات عام 2005 في دائرة راكايا، عندما احتلت المرتبة السادسة عشرة على قائمة حزب الخضر،  وحصلت على 1631 صوتًا. في عام 2008 احتلت المرتبة 13  وفازت في كرايستشيرش الشرقية ‏، حيث حصلت على 1843 صوتًا. في كلتا الحالتين لم يم انتخابها.
في الانتخابات العامة لعام 2011، كانت في المرتبة 14 في القائمة،  ووقفت مرة أخرى في كرايست تشيرش الشرقية. احتلت المركز الثالث في دائرتها الانتخابية، حيث حصلت على 4.5٪ من أصوات الناخبين،  ولكن آمالها الرئيسية كانت محدودة في انتخابها نائبة في القائمة. في الواقع، أشارت استطلاعات الرأي قبل الانتخابات مباشرة إلى أن الخضر قد يأملون في الحصول على ما يصل إلى خمسة عشر نائبا، وذكرت «ذي برس» أن ماذرز «كانت على وشك أن تصبح أول نائب أصم في نيوزيلندا». لاحظت ماذرز أنها، إذا تم انتخابها، فإنها ستحتاج إلى «نوع من أجهزة الكمبيوتر المحمول أو الشاشة تأتي إلي مباشرة على المنضدة» في البرلمان، إلى جانب مترجم لغة الإشارة. اقترحت أن «وجود لغة إشارة في البرلمان» قد يساعد في «تمكين مجتمع الصم الأوسع من الوصول إلى النقاش السياسي». لغة الإشارة النيوزيلندية هي بالفعل لغة رسمية في نيوزيلندا، ولكن على عكس اللغة الإنجليزية والماورية، لم تكن ممثلة في البرلمان. أعطت التعدادات الانتخابية الأولية في ليلة الانتخابات للحزب الأخضر 13 مقعدًا فقط، لكن عندما تم الإعلان عن التعدادات الرسمية في 10 ديسمبر 2011، حصلوا على أصوات خاصة كافية للحصول على مقعد آخر، مما يعني أن ماذرز انتُخبت في البرلمان.
كانت ماذرز قد قدمت في السابق اقتراحات إلى البرلمان بشأن مشاريع القوانين، معارضةً بنود مشروع قانون تعديل إدارة الموارد لعام 2009 والمطالبة «بوضع الحد الأدنى من المعايير البيئية» في جميع أنحاء البلاد. وكتبت أيضًا في معارضة مشروع قانون تعديل استجابة تغير المناخ (مبادلة الانبعاثات المعتدلة) لعام 2009، قائلة إنه «سوف يضعف بشكل كبير خطة مبادلة الانبعاثات الحالية، مما يقلل من الحوافز لخفض الانبعاثات مع تقديم إعانات كبيرة ومستمرة إلى ملوثي المناخ بتكلفة هائلة لدافعي الضرائب».
تصف ماذرز مجالات اهتمامها بالسياسة بأنها «القضايا الريفية، والتنوع البيولوجي، والغابات والمياه، وكذلك رعاية الحيوان والإعاقة وحقوق المرأة».
باعتبارك عضوًا في البرلمان، تم تزويد ماذرز، بعد بعض التأخير، بمساعد إلكتروني لحفظ الملاحظات. كما قال رئيس مجلس الإدارة لوكوود سميث ‏ إنه «يخطط لتطوير خدمة توضيحية لجعل إجراءات مجلس النواب متاحة لضعاف السمع» بين عامة الجمهور.
فقدت مقعدها في الانتخابات العامة في سبتمبر 2017 .

## تكريمات
في عام تكريمات 2019 للعام الجديد، تم تعيين ماذرز عضوًا في وسام الاستحقاق النيوزيلندي، لتقديمها الخدمات للأشخاص ذوي الإعاقة.

## روابط خارجية
- نبذة من موقع Green Party of Aotearoa New Zealand
- نبذة من موقع البرلمان النيوزيلندي